# Boston Consulting Group
Boston Consulting Group (BCG) es una firma de consultoría estratégica global. 
BCG aconseja a clientes en los sectores privado, público y sin ánimo de lucro alrededor del mundo, incluyendo más de dos tercios de la lista Fortune 500. Se le suele considerar una de las firmas de consultoría estratégica más prestigiosas y quedó segunda entre las «100 mejores empresas para trabajar» de Fortune en 2015. Tiene más de 90 oficinas en 50 países.

## Matriz BCG
En 1968, BCG creó la Matriz BCG, un diagrama sencillo para ayudar a decidir a las grandes corporaciones dónde asignar efectivo entre sus unidades de negocio. La corporación categorizaría sus unidades de negocio como «Estrellas», «Vacas lecheras», «Interrogantes» y «Perros» y entonces asignaría el efectivo en consecuencia, moviendo el dinero desde las "vacas lecheras" hacia las "estrellas" e "interrogantes" que tendrían mayores tasas de crecimiento del mercado y por lo tanto mayor potencial de crecimiento.